# الجدار الرملي المغربي
الجدار الرملي أنشأته القوات المسلحة الملكية بأمر من الملك الراحل الحسن الثاني لإحكام المراقبة وضبط الحدود الجنوبية الشرقية، وتم إقراره كمنطقة عازلة في عهد الملك محمد السادس كمبادرة حسن نية ومقدمة للمبادرة المغربية بشأن التفاوض من أجل الحكم الذاتي، كما تراه الأوساط الداخلية إبراء للذمة من صراع مفتعل بين أطراف تنتمي إفريقيا وعربيا وإسلاميا وجنوب متوسطيا يجمعهما المصير المشترك منذ قرون طويلة خلت . باعتبارها مبادرة مباشرة تهدف إلى إيجاد حل سلمي نهائي في حل الحكم الذاتي وإخلاء للذمة، وبدعم أممي ودولي وكل الداعمين لإيجاد حلول للنزاعات الحدودية والإقليمية في العالم، بهدف السعي إلى حل هذا النزاع الإقليمي بين المغرب و جبهة البوليساريو ، وكذلك لتجنيب المدنيين والرحل خطر عدم الاستقرار على الحدود الجنوبية الشرقية.
و يتم مراقبة المنطقة من طرف القوات المغربية، وقد يتم أحيانا التدخل في حالة نشوء بعض القلاقل على حدودها الجنوبية الشرقية بالمنطقة العازلة، بهدف فرض واستتباب الأمن أثناء وجود أي اضطراب، كتجارة الأسلحة وتهريب المخدرات وغيرها من القلاقل على المنطقة الحدودية.